# Tirà plumbi
El tirà plumbi (Knipolegus cabanisi) és un ocell de la família dels tirànids (Tyrannidae).

## Hàbitat i distribució
Habita vessants amb arbusus dels Andes de l'est del Perú, centre i sud-est de Bolívia i nord-oest de l'Argentina.